# Saturn 3
Saturn 3 è un film di fantascienza del 1980, diretto da Stanley Donen.

## Trama
In un lontano futuro, una Terra sovraffollata si affida alla ricerca condotta da scienziati in stazioni remote nel Sistema Solare. Il contatto è mantenuto da astronavi che fanno la spola tra le stazioni e le grandi stazioni spaziali orbitanti. Il capitano James si sta preparando a partire da una di queste stazioni quando viene assassinato dal capitano Benson. Benson, che è stato classificato come "potenzialmente instabile" in un esame mentale, uccide James e parte dalla stazione usando la sua nave cargo per una piccola e remota stazione di ricerca idroponica sperimentale sulla terza luna di Saturno. Arrivato lì, trova la stazione gestita esclusivamente da Adam e dalla sua giovane collega ed amante Alex. Adam, Alex e il loro cane, Sally, si godono il loro isolamento lontano da una Terra sovraffollata e travagliata. Alex ha trascorso tutta la sua vita nello spazio e conosce la Terra solo da ciò che Adam le ha detto. Tocca a Benson istruire più approfonditamente Alex sulle abitudini e i costumi degli umani che vivono sulla Terra, che includono l'uso di droghe. L'idillio di Alex e Adam viene spezzato quando Benson rivela che la sua missione è quella di sostituire almeno uno degli scienziati della luna con un robot. Il robot, chiamato Hector, è tra i primi del suo genere, una "serie semidio", che si basa su "tessuto cerebrale puro" estratto da feti umani e programmato utilizzando un collegamento diretto al cervello di Benson. Adam dice ad Alex che è il probabile candidato per la rimozione, poiché è vicino al "momento dell'aborto" e dovrà comunque andarsene.
Con Hector assemblato, Benson inizia a preparare il robot, utilizzando il collegamento neurale impiantato nella sua spina dorsale. Così connesso a Benson, Hector apprende rapidamente del fallimento di Benson nel test di stabilità psicologica e anche del suo omicidio di James. Con poca barriera tra il cervello del robot e quello di Benson, Hector viene presto impresso dalla natura omicida di Benson e dalla sua lussuria per Alex. Il robot si ribella. Adam e Benson riescono a disabilitare il robot mentre si sta ricaricando e a rimuovere il cervello.
Credendo che il pericolo sia passato, Adam accusa Benson di grave incompetenza, ordinandogli di smantellare il robot e tornare sulla Terra quando finirà un'eclissi che impedisce anche la comunicazione con altre stazioni. All'insaputa dei tre, Hector rimane abbastanza funzionale da prendere il controllo dei vecchi robot della base, usandoli per riassemblare il suo corpo e ricollegare il suo cervello. Ignaro della "resurrezione" di Hector, Benson tenta di lasciare la stazione trascinando Alex con sé. Risuscitato, Hector uccide Benson prima che possa andarsene con Alex. Hector distrugge la navicella spaziale di Benson prima che gli scienziati possano scappare, intrappolandoli su Saturno 3, e assume il controllo del computer della stazione.
Intrappolati nella sala controllo, sia Alex che Adam sono sorpresi di vedere il volto di Benson sul loro monitor. I due vengono intimati da una voce che riconoscono come quella di Benson di lasciare la sala controllo, entrambi sorpresi che Benson sia ancora vivo. Con loro grande sorpresa, i due vengono affrontati da Hector, che ora indossa la testa mozzata di Benson in una sorta di fusione tra i due. Hector imitando le voci di Adam ed Alex convincono la spedizione di controllo, che nel frattempo era stata inviata alla stazione, che li è tutto normale e non hanno bisogno di nulla.
Poco dopo, Alex e Adam si svegliano nelle loro stanze. Con suo orrore, Alex scopre che Hector ha installato un collegamento cerebrale nella parte superiore della spina dorsale di Adam, molto simile a quello che aveva Benson, e che gli darà accesso diretto al cervello di Adam. Hector spiega che può "leggere", ma prendere il controllo di Adam "verrà dopo". Questo fa sì che Adam si ribelli e distrugge Hector, lanciandolo in una fossa di rifiuti e sacrificandosi con una granata.
Nella scena finale, Alex viene mostrata a bordo di una nave passeggeri che torna sulla Terra. Rifiuta un'offerta di narcotici da una hostess e invece guarda fuori da una finestra per la sua prima occhiata alla Terra.

## Produzione
Il film venne sceneggiato dallo scrittore britannico Martin Amis su un soggetto di John Barry.
L'attore inglese Roy Dotrice doppia Harvey Keitel nel ruolo di Benson.

## Opere derivate
Nello stesso anno venne pubblicato il romanzo omonimo Saturno Tre (Saturn Three) di Steve Gallagher.